# SereneAir
SereneAir (in urdu: سیرین ایئر) è una compagnia aerea pakistana di proprietà privata che ha iniziato a operare nel gennaio 2017. SereneAir opera voli nazionali di linea all'interno del Pakistan e il suo primo volo internazionale è diretto a Sharja, negli Emirati Arabi Uniti, il 16 marzo 2021.

## Storia
L'Autorità per l'aviazione civile pakistana ha concesso una licenza nel marzo 2016 che ha consentito la creazione di SereneAir. La compagnia aerea ha ricevuto il suo primo aereo, un Boeing 737-800, nel novembre 2016. Ha iniziato ad operare il 29 gennaio 2017, una settimana dopo aver ottenuto il certificato di operatore aereo. Il volo inaugurale è partito da Islamabad diretto a Karachi il 29 gennaio 2017. Serene Air ha ricevuto il suo primo Airbus A330-200 il 27 agosto 2020, seguito da altri due esemplari nel 2021.

## Flotta
A dicembre 2022 la flotta di Serene Air è così composta: